# ブリヤート共和国の国章

ブリヤート共和国の国章

ブリヤート共和国の国章（ブリヤートきょうわこくのこくしょう、露：Герб Бурятии、ブ：Буряад гүрэнэй һүлдэ）は1995年4月20日に制定されたブリヤート共和国のシンボルの一つである。

## 概要
伝統的な盾の紋章にブリヤート共和国の国旗に見られる青・白・黄がそれぞれ輪を描く。輪の上部には永遠なる生のシンボルたる黄金のソヨンボ（太陽、月、炎）を戴く。輪の中にはバイカル湖の波を表す青と白の縞模様、峰々を緑の明暗で表現し、当地の景色を表す。輪の下部にかかっている青い帯は「ハダク」といってブリヤートの人々の歓迎のシンボルである。ハダクの中央部は紋章の基部にかかる。この帯の両端は輪の下部に一周して巻き付く。それらの終端は両側下部へ落ちる。
2000年1月1日より紋章が盾の中に置かれ、ハダクから「ブリヤート共和国」とロシア語とブリヤート語で書かれた銘が消された。